# Jorge Meléndez
Jorge Meléndez, född 15 april 1871 i San Salvador, El Salvador, död 22 november 1953, var president tre gånger i El Salvador från 1 mars 1919 till 1 mars 1923. 